# 北海道観光振興機構
公益社団法人 北海道観光振興機構 （ほっかいどうかんこうしんこうきこう、Hokkaido Tourism Organization）は、北海道の観光振興推進の中核機能を担い、関係機関・団体・企業・地域の知恵と資源を結集し、観光事業の振興並びに地域の活性化を図り、北海道民の生活、文化の向上並びに経済の発展、及び国際交流に寄与することを目的に発足した。前身の社団法人北海道観光連盟を発展的に改組し、北海道観光戦略の推進体制の整備を図るため、北海道、各市町村、地元経済界、国内外の観光業者との連携強化を図る。観光調査やモニターツアーなども企画する。

## 沿革
- 1946年（昭和21年）：北海道観光連盟（任意団体）の設立。
- 1962年（昭和37年）：社団法人北海道観光連盟へ改組。
- 2005年（平成17年）：北海道観光サミットの開催。行政、民間、地域の幅広い連携を図りながら、オール北海道で観光振興の取組みを進めるための観光戦略を策定すべきとの決議がなされた。
- 2006年（平成18年）：北海道観光戦略が策定され、推進組織の整備を盛り込む。
- 2008年（平成20年）4月：「社団法人北海道観光振興機構」の発足。
- 2013年（平成25年）：公益社団法人に移行。